# جاكلين ماكينزي
جاكلين ماكينزي (بالإنجليزية: Jacqueline Susan McKenzie)‏ هي ممثلة أسترالية، ولدت في 24 أكتوبر 1967 بسيدني في أستراليا. بدأت مشوارها المهني سنة 1987.

## أعمال

### أفلام
- (1999) بحر أزرق عميق[6]

### مسلسلات
- لوس أنجلوس
- ذا 4400
- ربات بيوت يائسات
- هاواي فايف أو

## وصلات خارجية
- جاكلين ماكينزي على موقع IMDb (الإنجليزية)
- جاكلين ماكينزي على موقع ميتاكريتيك (الإنجليزية)
- جاكلين ماكينزي على موقع روتن توميتوز (الإنجليزية)
- جاكلين ماكينزي على موقع قاعدة بيانات الأفلام العربية
- جاكلين ماكينزي على موقع ألو سيني (الفرنسية)
- جاكلين ماكينزي على موقع ميوزك برينز (الإنجليزية)
- جاكلين ماكينزي على موقع أول موفي (الإنجليزية)
- جاكلين ماكينزي على موقع قاعدة بيانات برودواي على الإنترنت (الإنجليزية)
- جاكلين ماكينزي على موقع قاعدة بيانات الأفلام السويدية (السويدية)
- جاكلين ماكينزي على موقع إن إن دي بي (الإنجليزية)